# Logan Grosdidier
Logan Grosdidier (2008) è una sciatrice alpina statunitense.

## Biografia
Sciatrice polivalente sorella di Tatum, a sua volta sciatrice alpina, Logan Grosdidier è attiva dal 10 dicembre del 2024, quando ha esordito in Nor-Am Cup a Panorama in supergigante (30ª); ha conquistato il primo podio nel circuito continentale nordamericano il 14 marzo 2025 a Sugarloaf nella medesima specialità (3ª). Non ha debuttato in Coppa del Mondo né preso parte a rassegne olimpiche o iridate.

## Palmarès

### Nor-Am Cup
- Miglior piazzamento in classifica generale: 9ª nel 2025
- 3 podi:
  - 1 secondo posto
  - 2 terzi posti

### South American Cup
- 2 podi:
  - 2 vittorie

#### South American Cup - vittorie
| Data           | Località     | Paese     | Specialità |
| -------------- | ------------ | --------- | ---------- |
| 14 agosto 2025 | Cerro Castor | Argentina | SL         |
| 14 agosto 2025 | Cerro Castor | Argentina | SL         |

Legenda:

SL = slalom speciale